# Francisco Ascaso
Francisco Ascaso, il cui nome per esteso era Francisco Ascaso Abadía  (Almudévar, 1º aprile 1901 – Barcellona, 20 luglio 1936), è stato un anarchico e sindacalista spagnolo.
Sindacalista militante della CNT, la Confederación Nacional del Trabajo, e membro con Buenaventura Durruti, Ricardo Sanz, Antonio Ortiz, Juan García Oliver e Gregorio Jover del gruppo d'azione Los Solidarios, Ascaso è stato uno dei personaggi fondamentali del movimento anarchico spagnolo degli anni venti e trenta.

## Biografia
Fin da giovane Ascaso, insieme ai suoi compagni compì azioni dirette per portare avanti con coerenza e abnegazione l'ideale anarchico. Nel 1923, durante la dittatura di Primo de Rivera Ascaso, Durruti e altri loro compagni si recarono in Francia per sfuggire alla repressione delle autorità spagnole. Dalla Francia il gruppo passò in Sudamerica, dove continuò le proprie attività con gli anarchici argentini.
Una volta tornati in Francia, Ascaso e Buenaventura Durruti, traditi da un compagno, vennero arrestati il 25 giugno del 1926 con l'accusa di preparare un attentato contro il re di Spagna in visita a Parigi. Dopo una dura lotta organizzata dal movimento anarchico, che colpì anche l'opinione pubblica, furono scarcerati per assenza di prove ed espulsi dalla Francia.
Ascaso però rimase clandestinamente in Francia fino al 1931, quando il re di Spagna abdicò e fu proclamata la II Repubblica. Durante i primi anni della repubblica Ascaso partecipò attivamente alle insurrezioni anarchiche a difesa dei lavoratori e alle lotte politiche del movimento. Nel 1932 fu arrestato nuovamente e deportato nelle colonie spagnole in Africa. Nel 1933 tornò a Siviglia, dove fu arrestato di nuovo. Nel 1934 fu nominato Segretario Generale del Comitato Regionale della CNT della Catalogna, un incarico molto importante.
Nel 1936, a Barcellona, partecipò alla guerra civile spagnola. In città gli anarchici, sostenuti da migliaia di lavoratori, ottennero una grande vittoria, battendo le forze militari fasciste e difendendo la Repubblica spagnola. Ascaso, che aveva aspettato tutta la vita quel momento, non poté festeggiare la vittoria con i propri compagni perché il 20 luglio, durante un assalto alla Caserma di Las Atarazanas, fu ucciso dal fucile di un cecchino fascista che Ascaso cercava di far uscire allo scoperto. Il compagno Luis Romero racconta così come cadde Francisco Ascaso:
.
In suo onore venne battezzata la Pistola F. Ascaso, usata durante la guerra civile dall'Ejército Popular de la República.

## La colonna Ascaso
Gli verrà intitolata una formazione antifranchista, per l'appunto la colonna "Ascaso", che comprendeva una unità italiana che prenderà il nome di colonna Italiana,  guidata da Carlo Rosselli
Della colonna Ascaso era miliziano pure Elio Canevascini, uno degli ottocento volontari miliziani antifascisti provenienti dalla Svizzera fra i quali ottanta del Canton Ticino.
Elio Canevascini racconta:
La colonna Ascaso, forte di 800 miliziani antifascisti sconfisse i Franchisti in diversi scontri ma ebbe un gran numero di caduti il 28 agosto 1936 nella Battaglia del Monte Pelato, tra Huesca e Almudévar.